# Comuna Urzicuța, Dolj
Urzicuța este o comună în județul Dolj, Oltenia, România, formată din satele Urzica Mare și Urzicuța (reședința).
Comuna este compusă din satele Urzicuța, Urzica Mare și Ionele. Comuna Urzicuța este așezată în partea central-sudică a județului Dolj, având ca vecini comunele Giurgița la nord și est, Bârca la est, Bistreț la sud, Afumați la sud și vest, Siliștea Crucii la vest, situându-se la 55 km de municipiul Craiova, 18 km de municipiul Băilești și 20 km de orașul Segarcea.

## Date generale
Comuna Urzicuța este situată pe drumul județean DJ561A, la vest de valea Desnatuiului ăn câmpia Olteniei, având un relief de câmpie format din terasele Dunării, cu altitudini relative cuprinse intre 25–40 m, fiind străbătută la est de râul Desnățui, la sud de pârâul Baboia. La baza teraselor au apărut o serie de izvoare care au format o salbă de bălti. În partea sudică a localității, apare un lac a cărui ape s-au mineralizat treptat, dobândind proprietăți terapeutice în tratamentul afecțiunilor reumatismale, iar zona este cunoscută sub denumirea “Băile Ionele”. Clima este temperat continentală cu minime ăntre minus 5 si 20 grade Celsius si maxime ăntre plus 28 și 38 grade Celsius. Cantitatea medie de precipitații este de cca 520 mm/an.
Suprafața comunei este de 6072 ha din care 290 ha în intravilan, iar 5782 ha în extravilan. Urzicuța are în componenta doua sate Urzicuța și Urzica-Mare. Populația localițătii este de 3071 locuitori din care cca 800 în satul Urzica-Mare. Numărul locuințelor este de 1157, din care 280 în satul Urzica-Mare. Rețeaua de drumuri măsoară 17 km din care peste 90% din drumuri au fost reabilitate în ultimii 4 ani, cu fonduri de la Banca Mondiala prin Proiectul de Dezvoltare Rurală, și din fonduri proprii. Administrația locala funcționează într-un imobil dat în folosința în anul 2004, din anul 2006. În același imobil funcționează Serviciul Public Comunitar Local de Evidență a Persoanelor. Școala generală cu clasele I-VIII “Barbu Ionescu” are 380 de elevi; în cele trei localuri de grădiniță din localitate își desfășoară activitățile peste 120 de preșcolari. Fiecare sat are propria sa biserică ortodoxă, cea din satul Urzicuța are hramul Sfântul Nicolae, iar cea din satul Urzica-Mare poartă hramul Sfântul Gheorghe. Biblioteca comunală deține peste 13000 de volume și cca 500 cititori. Târgul săptămânal funcționează în ziua de miercuri.

## Scurt istoric
Primele dovezi ale prezentei oamenilor sunt atestate de câteva monezi romane descoperite într-un mormânt. Primele locuințe (bordeie) au luat ființă în satul Urzica-Mare, pe proprietatea Sfintei Episcopii a Râmnicului. În harta căpitanului Friederich Schwartz în anul 1718 apare titulatura Urzicuța Verde. După ciuma din anul 1785, o parte din supraviețuitori au întemeiat o așezare lângă pârâul Baboia la marginea vestitei păduri a Brobintarilor (acum desființată), un locuitor pe nume Ionel a construit câteva bordeie la sud de pădurea de stejari a satului Bârca în local numit “Crângul cu ulmi”. Ultimul sat component al așezării actuale este înființat in anul 1924 de un băjenar pe nume Orman, în zona de vest a localității, zona denumita “Deal”.
Satul a fost menționat sub numele de Urzicuța de Jos în legătură cu coloniștii bulgari stabiliți aici în anii 1806–1814. Conform datelor din 1830, în sat existau doar două familii de bulgari; totuși, Registrul de evidență al populației din 1838 arată prezența a 152 de familii „sârbe” (bulgarii din Țările Române erau înregistrați drept sârbi în documentele vremii). Gustav Weigand a vizitat satul în 1898 și a raportat că întreaga sa populație era bulgărească. Mai târziu l-a inclus în atlasul său ca localitate cu populație bulgară. Până în a doua jumătate a secolului al XX-lea căsătoriile mixte cu populația românească din jur erau rare. În timpul cercetărilor de teren din 1969, populația era de aproximativ 2.000 de persoane, jumătate dintre ei bulgari. Oamenii în vârstă își aminteau de legăturile de rudenie cu locuitorii satelor bulgare din regiunile Lom, Rahova/Oreahovo și Montana; cu toate acestea, datele lingvistice indică faptul că majoritatea coloniștilor trebuie să fi provenit din teritorii mai vestice decât acestea.

## Demografie
Componența etnică a comunei Urzicuța
     Români (79,69%)
     Romi (11,64%)
     Alte etnii (0,45%)
     Necunoscută (8,22%)
Componența confesională a comunei Urzicuța
     Ortodocși (91,25%)
     Alte religii (0,42%)
     Necunoscută (8,33%)
Conform recensământului efectuat în 2021, populația comunei Urzicuța se ridică la 2.870 de locuitori, în scădere față de recensământul anterior din 2011, când fuseseră înregistrați 3.128 de locuitori. Majoritatea locuitorilor sunt români (79,69%), cu o minoritate de romi (11,64%), iar pentru 8,22% nu se cunoaște apartenența etnică. Din punct de vedere confesional, majoritatea locuitorilor sunt ortodocși (91,25%), iar pentru 8,33% nu se cunoaște apartenența confesională.

## Politică și administrație
Comuna Urzicuța este administrată de un primar și un consiliu local compus din 13 consilieri. Primarul, Florentin Panduru[*], de la Partidul Social Democrat, este în funcție din octombrie 2020. Începând cu alegerile locale din 2024, consiliul local are următoarea componență pe partide politice:
|  | Partid                    | Consilieri | Componența Consiliului | Componența Consiliului | Componența Consiliului | Componența Consiliului | Componența Consiliului | Componența Consiliului | Componența Consiliului | Componența Consiliului | Componența Consiliului |
|  | ------------------------- | ---------- | ---------------------- | ---------------------- | ---------------------- | ---------------------- | ---------------------- | ---------------------- | ---------------------- | ---------------------- | ---------------------- |
|  | Partidul Social Democrat  | 9          |                        |                        |                        |                        |                        |                        |                        |                        |                        |
|  | Partidul Național Liberal | 3          |                        |                        |                        |                        |                        |                        |                        |                        |                        |
|  | Uniunea Salvați România   | 1          |                        |                        |                        |                        |                        |                        |                        |                        |                        |

## Personalități născute aici
- Victorina Bora (n. 1972),  handbalistă.